# اچ‌ام‌ای‌اس داروین (اف‌اف‌جی ۰۴)
اچ‌ام‌ای‌اس داروین (اف‌اف‌جی ۰۴) (به انگلیسی: HMAS Darwin (FFG 04)) یک کشتی است که طول آن ۱۳۸ متر (۴۵۳ فوت) می‌باشد. این کشتی در سال ۱۹۸۲ ساخته شد.